# 卡尔拜
卡尔拜（法語：Carbay，法語發音：[kaʁbɛ] ⓘ）是法国曼恩-卢瓦尔省的一个市镇，属于瑟格雷区。 

## 地理
卡尔拜（47°43'57"N, 1°13'9"W）面积7.63 平方千米，位于法国卢瓦尔河地区大区曼恩-卢瓦尔省，该省份为法国西部内陆省份，大致对应安茹地区，北起顺时针与马耶讷省、萨尔特省、安德尔-卢瓦尔省、维埃纳省、德塞夫勒省、旺代省、大西洋卢瓦尔省和伊勒-维莱讷省接壤。
与卡尔拜接壤的市镇（或旧市镇、城区）包括：瑞涅德穆捷、苏当、维勒波、翁布雷当茹。

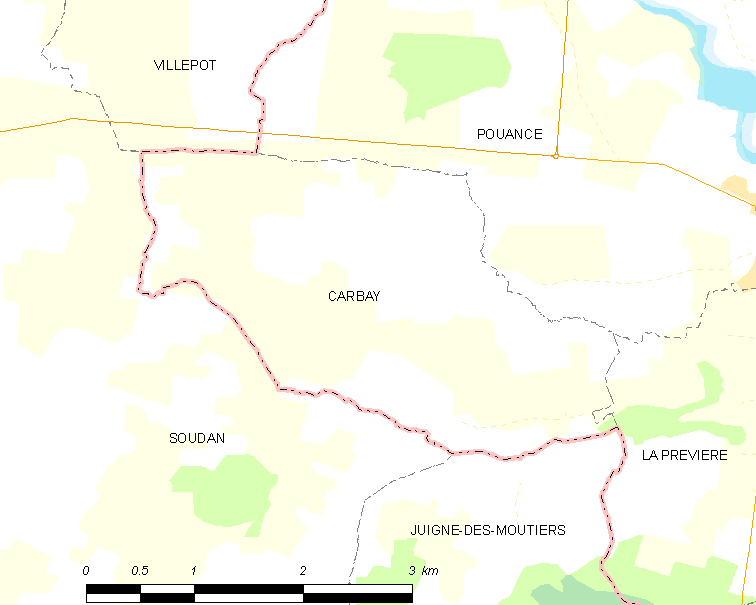
卡尔拜的OSM定位图

卡尔拜的时区为UTC+01:00、UTC+02:00（夏令时）。

## 行政
卡尔拜的邮政编码为49420，INSEE市镇编码为49056。

## 政治
卡尔拜所属的省级选区为蓝色安茹地区瑟格雷县。

## 人口

1962-2008年间卡尔拜人口变化图示

卡尔拜于2022年1月1日时的人口数量为276人。